# Техасский синдикат
Техасский синдикат, или Syndicato tejano, является американской тюремной бандой, в основном распространённой в Техасе и принимающей в свои ряды только латиноамериканцев, не разрешая членство белых. Техасский синдикат более, чем La Eme или Nuestra Familia, связан с мексиканскими заключёнными-иммигрантами, такими как «Border Brothers», в то время как La Eme и NF состоят в основном из латиноамериканцев, выросших в США.

## Членство
На 2000 год в Синдикате состояло примерно 1,000 заключённых по всему штату и многие за его пределами. 826 членов синдиката действуют по всему Техасу, включая тюрьму Коффилд в 60 милях юго-западнее Тайлера, и в тюрьме Алред. Однако штаб-квартира организации расположена в Калифорнии, где проживает их босс, и она продолжает активно увеличивать количество своих членов в федеральных тюрьмах по всем штатам США. Их присутствие зафиксировано в Окдайле (Луизиана) и Сан-Квентине (Калифорния). В качестве уличной банды организация особо активна в Остине и Корпус Кристи (штат Техас).

## Враги
Врагами Техасского синдиката являются:
- Вальюкос
- Арийское братство
- Nuestra Familia
- Мексиканская мафия
- Mandingo Warriors

## Союзники
- Техаская мафия
- Dirty White Boys

## Развитие организации
Развитие Техасского синдиката было инициировано самозащитой против враждебных тюремных банд. После решения задачи собственной самозащиты вновь образованная банда переключилась на торговлю наркотиками, вымогательства, проституцию, предоставление защиты, азартные игры и заказные убийства. Члены банды, выпущенные на свободу, должны пересылать 10 % своей прибыли в тюрьму.
ТС обладает околовоенной структурой, возглавляется президентом и вице-президентом, которые избираются общим голосованием. Каждая тюремная группировка контролируется председателем, за которым следуют вице-председатель, капитан, лейтенант, сержант и многочисленные солдаты.

## Правила банды
Члены ТС следуют «Конституции», требующей от членов:
- быть техасцем;
- оставаться членом банды до конца своей жизни;
- ставить Синдикат превыше всего;
- осознавать, что ТС всегда прав;
- носить татуировки ТС;
- никогда не унижать другого члена банды;
- уважать других членов банды;
- не выносить информацию о банде за её пределы.

## Лидеры
Эктор Сото, бывший лидер Синдиката в Остине, отбывает срок за владение наркотиками.
Рэнди Саласар, лидер Синдиката в Остине с 2004.

## Общение и Идентификация
Члены ТС общаются посредством:
закодированных сообщений; букв, зашифрованных цифрами. Цифровые коды изредка меняются для избежания перехвата сообщений органами правопорядка.
Татуировки ТС:
- сердце — исполнитель убийства;
- трезубец — для «громилы» банды;
- три точки — для торговца наркотиками;
- пять точек — для поставщика оружия;

Сленг:
- «Куколка» по отношению к членам мексиканской мафии;
- «Charco» — Корпус Кристи;
- «Chuco» — Эль Пасо;
- «Space City» — Хьюстон.